# Quinton (Northamptonshire)
Quinton – wieś w Anglii, w hrabstwie Northamptonshire, w dystrykcie (unitary authority) West Northamptonshire. Leży 7 km na południe od miasta Northampton i 91 km na północny zachód od Londynu. Miejscowość liczy 194 mieszkańców.